# Закон односпрямованості потоку енергії
Закон односпрямованості потоку енергії — це уявлення про потік  енергії через продуценти до  консументів і  редуцентів з падінням величини потоку на кожному  трофічному рівні (в результаті процесів життєдіяльності). 
Оскільки зі зворотним потоком (від редуцентів до продуцентів) надходить мізерна кількість від вихідної енергії (не більше 0,25 %), говорити про «круговорот енергії» не можна. У відомому сенсі, дана гіпотеза являє собою «екологічну інтерпретацію»  другого закону термодинаміки: будь-який вид енергії зрештою перетворюється на тепло — форму енергії, найменш придатну для перетворення в роботу і яка найбільш легко розсіюється.
Саме гіпотеза односпрямованості потоку енергії виступає як обмежувач прямих аналогій і оцінок в «екологічній валюті» стосовно еколого-економічних систем (гроші циркулюють, а при обміні гроші та енергія рухаються в протилежних напрямках) — на це вказує Г. Одум.

## Зовнішні посилання
- Розенберг Г. С. О структуре учения о биосфере
- Дедю И. И. Экологический энциклопедический словарь. — Кишинев, 1989 [Архівовано 1 лютого 2012 у Wayback Machine.]
- Словарь ботанических терминов / Под общ. ред. И. А. Дудки. — Киев, Наук. Думка, 1984 [Архівовано 3 березня 2018 у Wayback Machine.]
- Англо-русский биологический словарь (online версия) [Архівовано 19 липня 2017 у Wayback Machine.]
- Англо-русский научный словарь (online версия) [Архівовано 28 лютого 2015 у Wayback Machine.]

| Екологія | Це незавершена стаття з екології. Ви можете допомогти проєкту, виправивши або дописавши її. |